# 奥克福里斯特 (伊利诺伊州)
奥克福里斯特（英語：Oak Forest）是一個位於美國伊利諾伊州庫克縣的城市。

## 地理
奥克福里斯特的座標為41°36′57″N 87°45′02″W / 41.61583°N 87.75056°W，而該地的平均海拔高度為205米（即673英尺）。

## 人口
根據2010年美國人口普查的數據，奥克福里斯特的面積為15.66平方千米，當中陸地面積為15.53平方千米，而水域面積為0.13平方千米。當地共有人口27962人，而人口密度為每平方千米1,785.57人。